# برعم إبطي

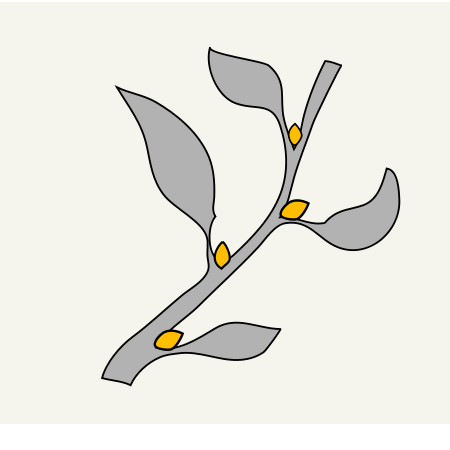
البراعم الإبطية كما هو موضح باللون الأصفر.

البرعم الإبطي (بالإنجليزية: Axillary bud)‏، هو برعم يوجد في إبط الورقة ويؤدي نشاطه إلى تكوين فروع جانبية، قد تكون فروع خضرية أو أزهاراً أو نورات، وإذا اتلف البرعم الطرفي أو أزيل صناعياً فإن البراعم الإبطية تنمو مباشرة لتعطي فروعاً جانبية وتعرف هذه الظاهرة بالسيادة القمية.